# Juan Manuel Blanes
Juan Manuel Blanes Chilabert (Montevideo, 8 giugno 1830 – Pisa, 15 aprile 1901) è stato un pittore uruguaiano.

## Biografia
Juan Manuel Blanes nacque a Montevideo nel 1830 e venne cresciuto da sua madre, con la quale si trasferì in campagna all'inizio dell'adolescenza. Fu in questo periodo che Blanes si appassionò al disegno e poco dopo trovò un lavoro come illustratore per un quotidiano montevideano, El Defensor de la Independencia Americana. Grazie a un reddito extra dovuto a degli acquerelli, poté tornare dalla madre e fondare il suo primo studio nel 1854.
Dopo essersi sposato con María Linari, egli si trasferì a Salto, dove divenne un ritrattista, e poi nel 1857 a Concepción del Uruguay. Dal 1855 al 1856 si interessò esclusivamente alla raffigurazione di battaglie e patrioti uruguaiani. Il presidente argentino Justo José de Urquiza gli commissionò di portare a termine vari ritratti, allegorie e paesaggi per la sua estancia vicina, il palazzo San José. Dopo essere tornato a Montevideo, il governo uruguaiano gli fornì una borsa di studio. Giunto in Italia nel 1862, fu allievo di Antonio Ciseri fino al 1864; l'incontro con il pittore elvetico lo spinse a raffigurare soggetti più ricercati, che caratterizzarono i suoi ultimi anni di vita.

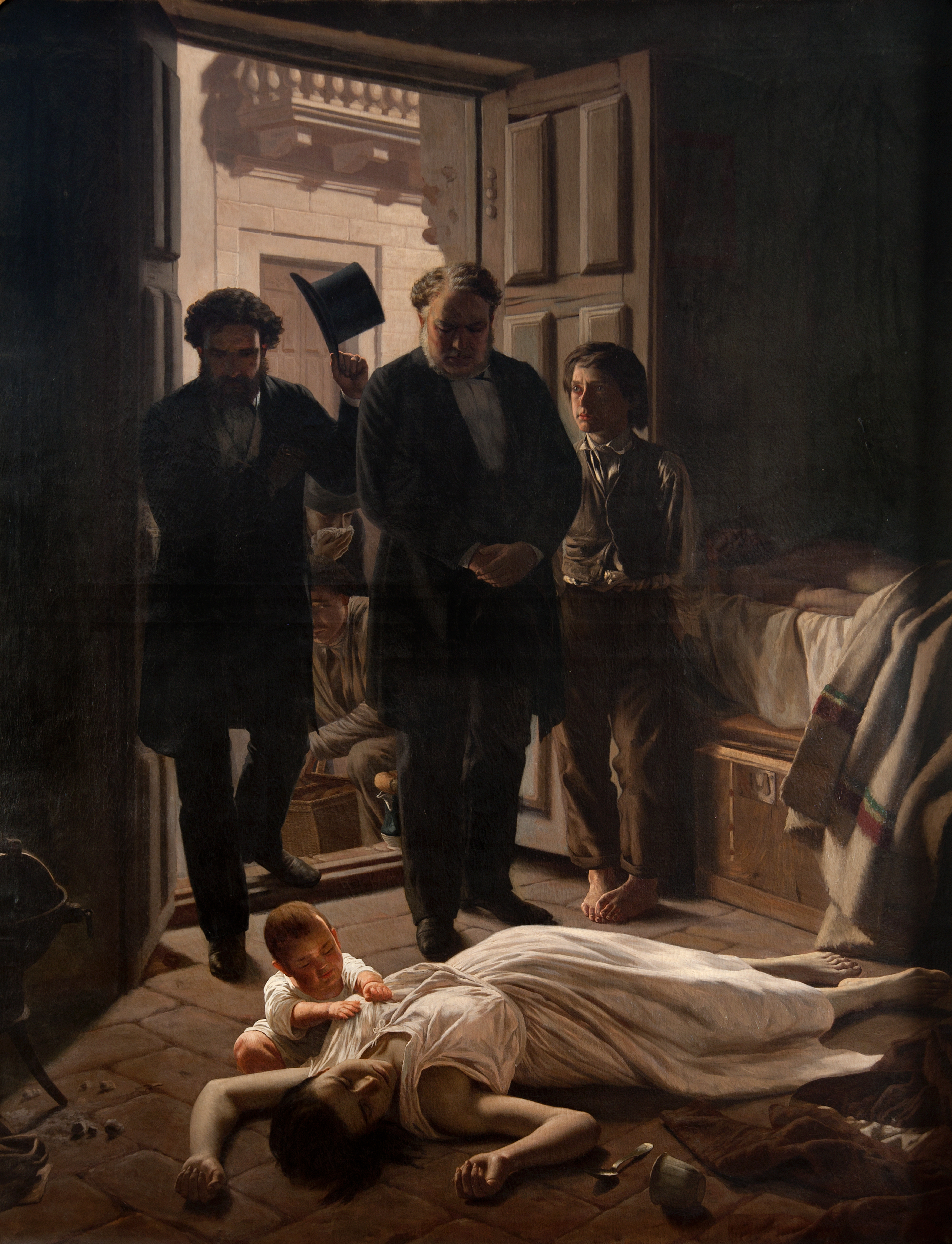
Episodio della febbre gialla, 1871

Quest'esperienza italiana fu di grande aiuto per Blanes, che divenne uno dei ritrattisti più ricercati dell'Uruguai. Lo scoppio dell'epidemia della febbre gialla a Buenos Aires ispirò la sua prima opera rinomata, che egli espose nella città che si stava riprendendo, ottenendo un consenso. Il suo ritratto dell'eroe della guerra d'indipendenza argentina, il generale José de San Martín, dipinto nel 1872, fu un altro successo presentato a Buenos Aires e poi in Cile.

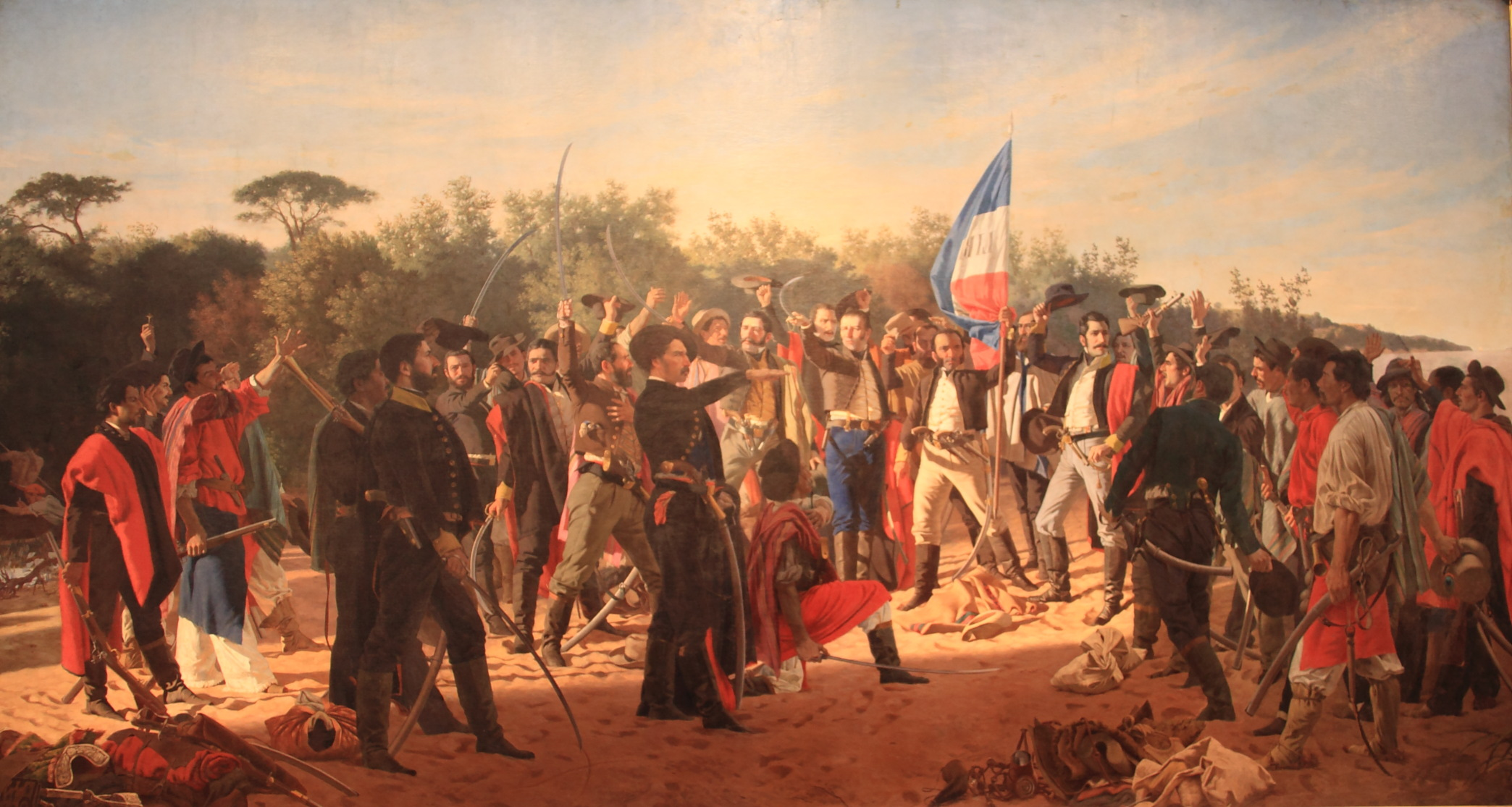
Il Giuramento dei Trentatré Orientali, 1875-1878

Dopo essere tornato in patria, Blanes realizzò un dipinto sui Trentatré Orientali, i membri di un'avanguardia rivoluzionaria la cui insurrezione contro le autorità brasiliane portò all'indipendenza uruguaiana, nel 1828. L'opera venne esposta nel 1877, poco prima del secondo soggiorno a Firenze, dove completò La battaglia di Sarandí, un altro episodio importante dell'indipendenza uruguaiana. Tuttavia, queste opere e i suoi ritratti bucolici della vita nella sua terra natale non riscossero l'interesse che si aspettava in Italia, e la coppia ritornò a Montevideo all'inizio degli anni 1880.
Blanes riprese a realizzare dei ritratti, che rimasero popolari a livello locale. Tra i più celebri si cita il ritratto del presidente Máximo Santos, commissionato da degli amici del politico come regalo. Celebre resta il suo ritratto di José Gervasio Artigas, uno dei primi patrioti più rispettati dell'Uruguai.
A questo successo, tuttavia, seguì la morte della moglie nel 1889. Juan Manuel e suo figlio minore, Nicanor, passarono i due anni successivi a Roma, dove si era stabilito il figlio maggiore Juan Luis. In seguito egli ritornò in Uruguai da solo e continuò a creare dipinti a soggetto storico e paesaggi. Pochi anni dopo, Juan Luis perse la vita in un incidente e nel 1899 Nicanor scomparve a Pisa. Blanes si affrettò a raggiungere la città toscana sperando di ritrovare suo figlio, venendo ospitato da un'amica che aveva conosciuto durante una visita precedente. Dopo averlo cercato per quasi due anni, Blanes, ormai settantenne, morì nella casa della signorina Manetti a Via di Mezzo. Nel 1930, la città di Montevideo fondò il museo municipale di belle arti, che venne intitolato a lui. Alcune delle sue opere più note sono esposte al museo nazionale di arti visuali.

## Galleria d'immagini

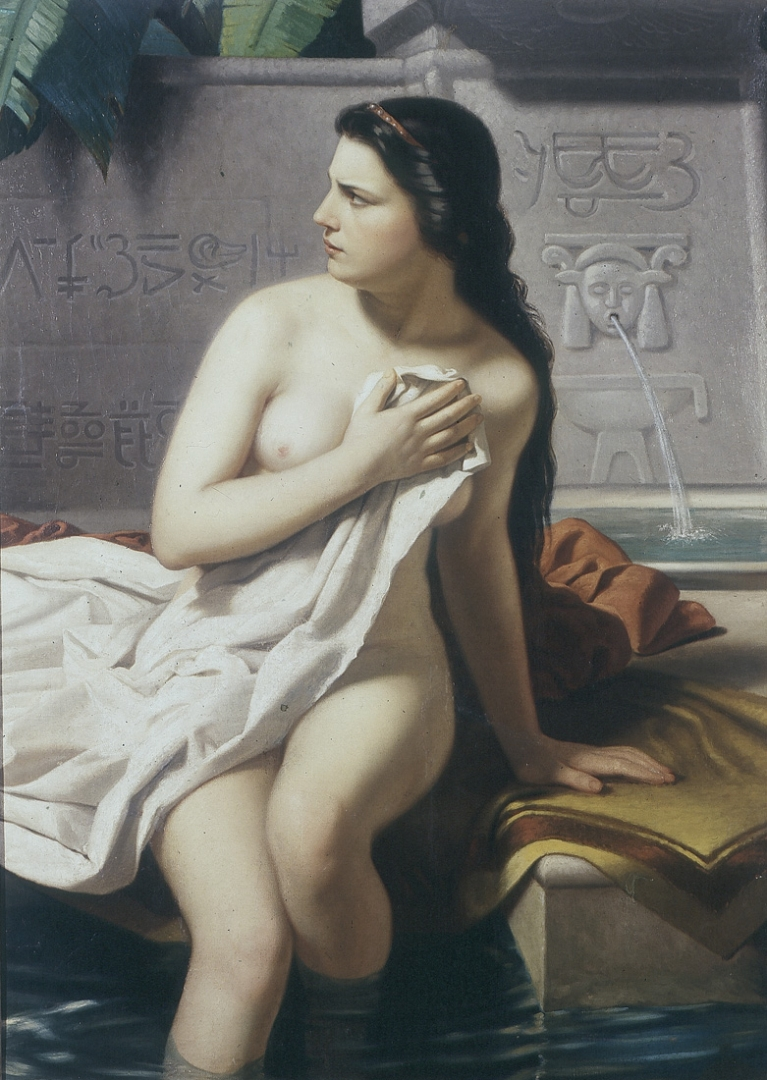
La casta Susanna, 1862
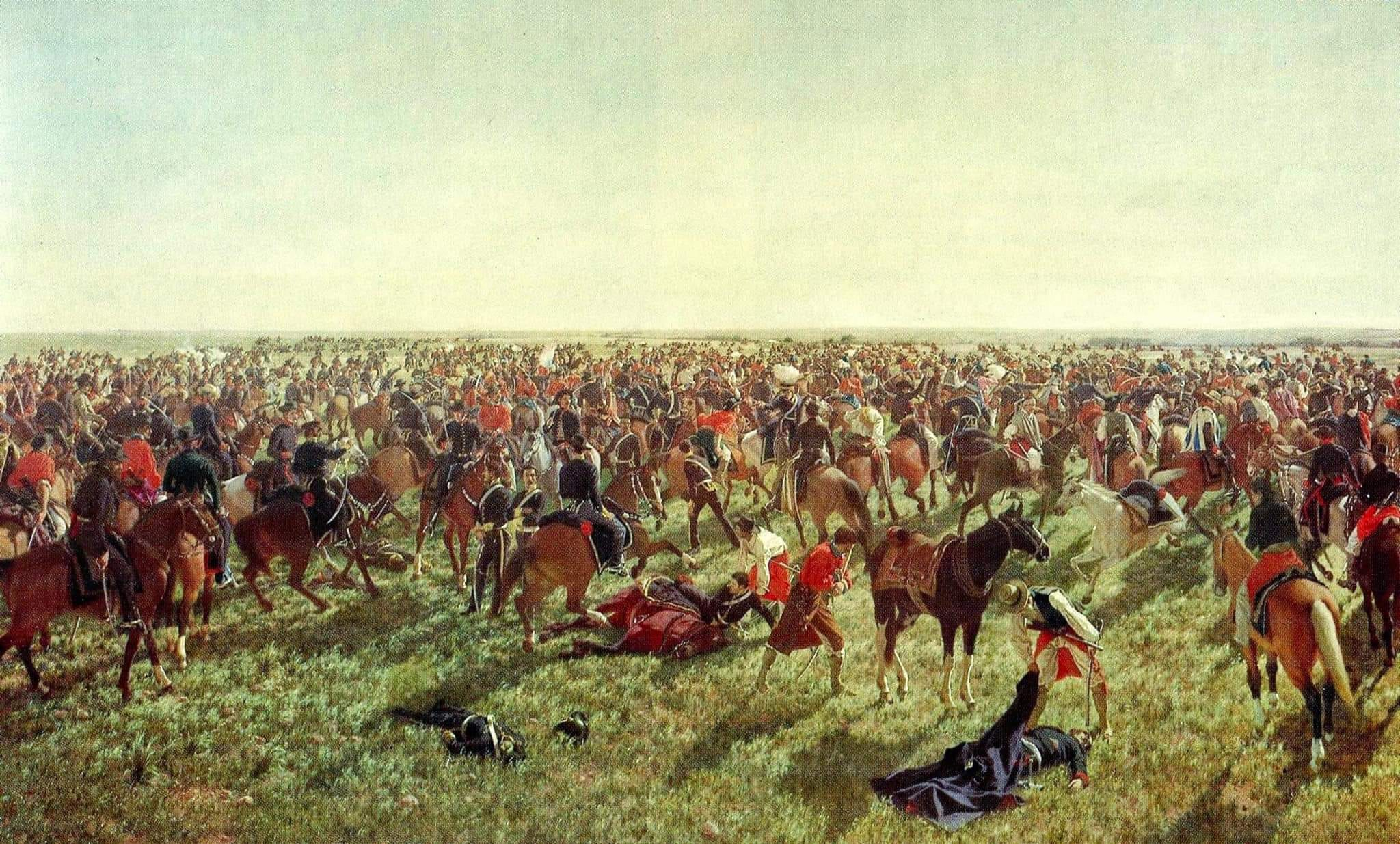
La battaglia di Sarandí, 1877-1880 circa
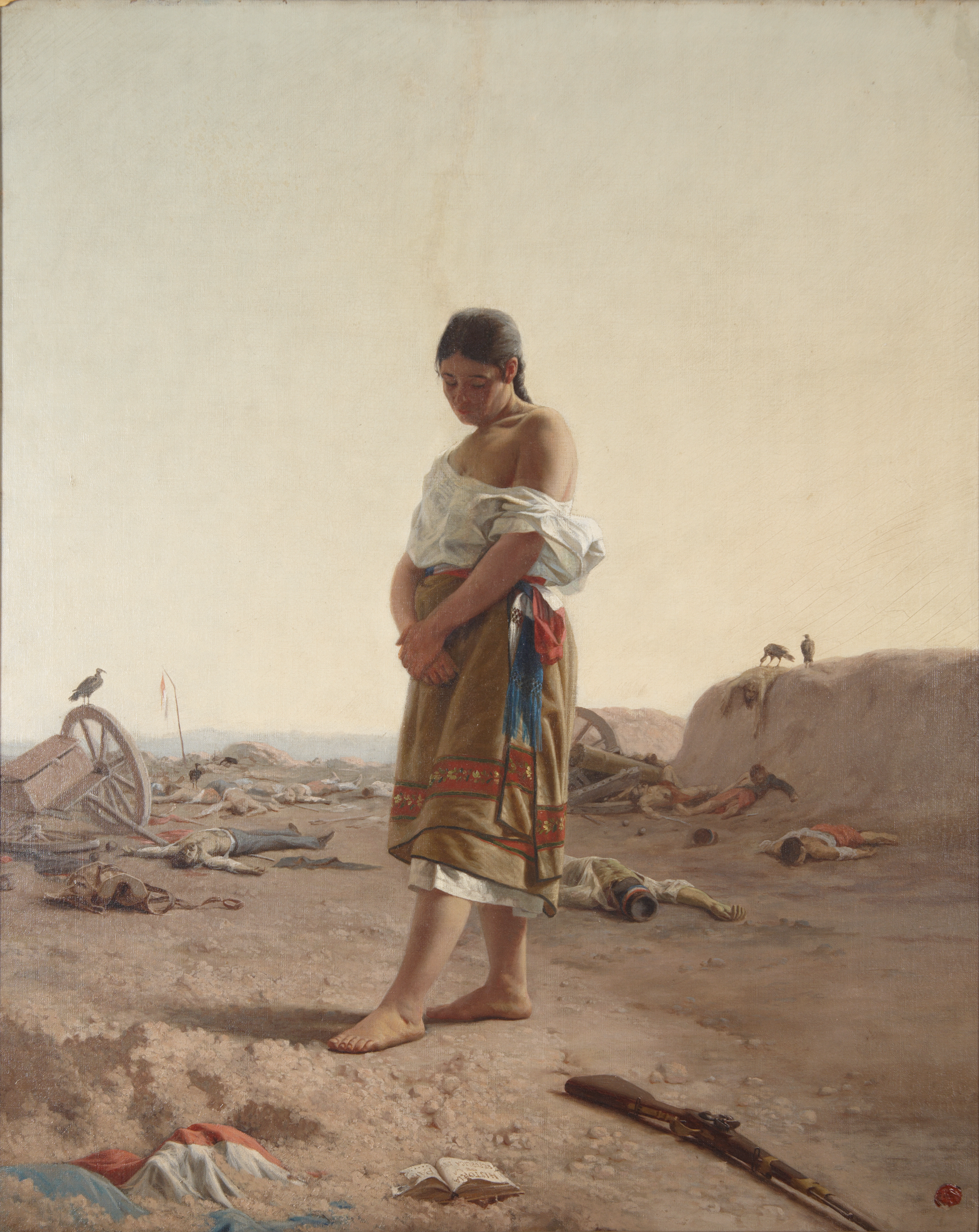
La paraguaiana, 1879 circa